# Torre Scola
La torre Scola, o torre di San Giovanni Battista, è un edificio fortificato costruito sopra uno scoglio poco oltre la punta nordorientale (punta Scola) dell'isola della Palmaria, nel comune di Portovenere, in provincia della Spezia.
Costruito dalla Repubblica di Genova nel 1606, fa parte, assieme ai più recenti forti Cavour e Umberto I e alla Batteria del Semaforo, delle postazioni difensive della Palmaria.

## Storia e descrizione

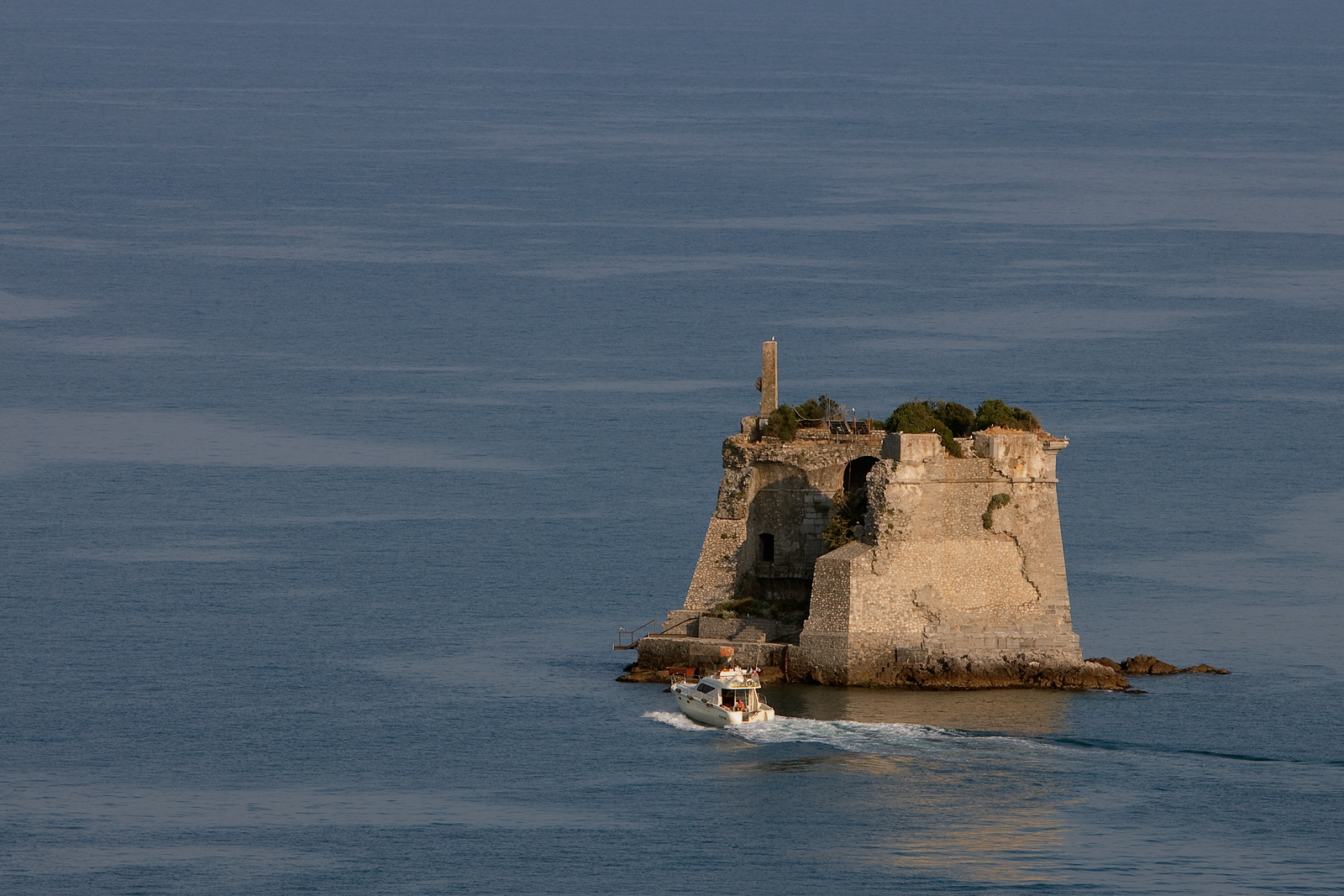
Altra immagine della torre costiera

Come altre torri costiere e d'avvistamento e difesa del litorale ligure, anche la torre Scola fa parte di quel sistema difensivo deciso dal Senato della Repubblica di Genova, tra il Cinquecento e il Seicento, a protezione delle coste e dei borghi e villaggi.
Secondo alcuni studi questa torre, costata secondo le stime 56.000 lire genovesi, è stata edificata nei primi anni del XVII secolo in conseguenza della nuova situazione politica e adeguata alle nuove tecniche militari e balistiche. Le stesse preoccupazioni politiche avevano convinto il Senato genovese ad adottare un analogo ammodernamento delle architetture e dei siti difensivi già esistenti nel golfo e a crearne di nuovi.
Costruita sulla roccia, la torre è a pianta pentagonale con uno spessore medio delle mura di circa 4 metri. Il paramento interno è irrobustito da alti contrafforti.

La torre poteva ospitare fino a otto persone addette al servizio (sei soldati, un capitano e un "mastro bombardero") e disponeva di dieci cannoniin grado di coprire "a fuoco" il braccio di mare tra la baia della Palmaria, la baia dell'Olivo di Portovenere e il seno di Lerici.
Una relazione del 1773 ne riporta la pianta e l'aspetto esterno, dal quale risulta che dalla scogliera l'accesso avveniva attraverso la ripida serie di scalini (tuttora presente), fino al portale decorato con le insegne genovesi (oggi distrutto). Ai cinque angoli del camminamento erano altrettante torrette di avvistamento.

La relazione riferisce anche della presenza a quel tempo di due lapidi marmoree, coeve alla sua costruzione. 

La prima lapide, sopra la porta di accesso, con la dedica Geronimo Asereto figlio di Giovanni Battista, su incarico del Comandante e Governatore della Repubblica di Genova. Anno della Salvezza 1606. 

La seconda lapide, di poco più tarda, all'interno sotto il battume, con la dedica Giulio Rapallo del fu Giovanni Battista su incarico del Comandante e Governatore della Repubblica di Genova. Anno della Salvezza 1608.
Durante la Seconda coalizione antifrancese la torre è stata al centro degli scontri navali del 23 gennaio 1800 tra le flotte inglesi e francesi e ha riportato gravi distruzioni.
Per i danni subiti dalle cannonate inglesi, soprattutto per lo sventramento della cortina muraria di un lato della torre), ne fu deciso il totale abbandono già nella prima metà del XIX secolo.
Scongiurata nel 1915 la sua demolizione, prevista dalla Regia Marina, grazie all'esposto che Ubaldo Mazzini Ispettore ai monumenti aveva presentato al Ministero della pubblica istruzione, fu deciso di convertire la torre alla funzione di faro di segnalazione.
Tra il 1976 e il 1980 la struttura dell'edificio ha ricevuto radicali interventi di restauro e di consolidamento delle mura perimetrali.